# Shively, Kentucky
Shively är en stad i Jefferson County i Kentucky. Vid 2020 års folkräkning hade Shively 15 636 invånare.